# Christopher Dodd
Christopher Dodd, född 27 maj 1944 i Willimantic, Connecticut, USA, var senator i USA:s senat från 1981 till 2011. Han representerade demokraterna och delstaten Connecticut i senaten.

## Biografi
Christopher Dodd är son till senator Thomas J. Dodd. Dodd är katolik och av irländsk härkomst. Han avlade sin grundexamen i engelsk litteratur vid Providence College 1966. Han gifte sig med Susan Mooney 1970 och paret skilde sig 1982. Dodd gifte om sig 1999 med Jackie Marie Clegg.
Dodd var ledamot av USA:s representanthus 1975-1981. Han invaldes i senaten 1980 och omvaldes 1986, 1992, 1998 och 2004. Dodd anställde 2006 Jim Jordan (John Kerrys kampanjchef som ersattes av Mary Beth Cahill under valkampanjens gång i november 2003) för att undersöka möjligheterna för en presidentkampanj, och den 11 januari 2007 meddelade han att han skulle kandidera i 2008 års presidentval. Dodd avslutade dock sin kampanj sedan han kommit sjua i primärvalet i Iowa den 3 januari 2008.
Dodd talar flytande spanska.
I början av 2010-talet meddelade Dodd att han inte skulle kandidera till omval i senatsvalet samma år.